# Graden (Gemeinde Köflach)
Graden ist eine Streusiedlung sowie eine Ortschaft der Stadtgemeinde Köflach im Bezirk Voitsberg, Steiermark. Der Ort war von 1850 bis 2014 eine eigenständige Gemeinde, die bei der Gründung noch den Namen Graden-Piber trug. Am 1. Januar 2015 wurde sie im Rahmen der Gemeindestrukturreform in der Steiermark mit der Stadtgemeinde Köflach zusammengeschlossen, die neue Gemeinde führt den Namen „Köflach“ weiter.

## Ortsname und Geografie

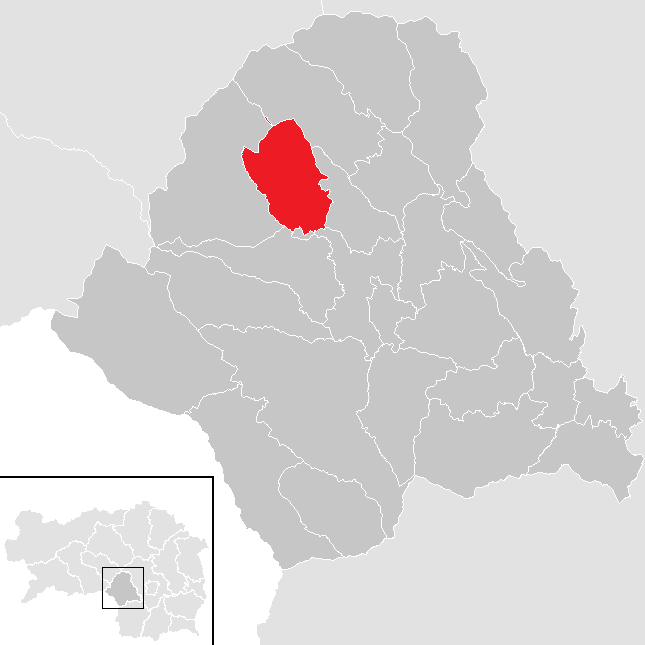
Lage der ehemaligen Gemeinde Graden im Bezirk Voitsberg

Der Ortsname war ursprünglich ein slawischer Gegendname und leitet sich vom slawischen *gradŭ ab, was so viel wie Burg oder umhegte Siedlung bedeutet. Diese Herleitung weist auf eine befestigte Anlage in dieser Gegend hin, wobei es sich um eine kleine Burg, möglicherweise den Stammsitz des späteren Geschlechts der Gradner, gehandelt haben könnte.
Graden liegt im nordwestlichen Teil der Stadtgemeinde Köflach, nordwestlich des Hauptortes Köflach, im nördlichen Teil der Katastralgemeinde Graden-Piber, auf beiden Seiten des Gradnerbaches, welcher den Ort in Nord-Süd-Richtung durchfließt. Nordwestlich von Graden liegt die Streusiedlung Mitteregg und südöstlich befindet sich die Streusiedlung Sonnleiten. Östlich von Graden erhebt sich der 961 Meter hohe Hirtlkogel. Durch den Ort verläuft die Landesstraße L341, die Kainacherstraße, zwischen Krenhof und Kainach bei Voitsberg.

### Gliederung der ehemaligen Gemeinde Graden
Die Gemeinde bestand aus der Ortschaft Graden sowie mehreren Streusiedlungen und Einzelhöfen und umfasste folgende zwei Katastralgemeinden (Fläche Stand 31. Dezember 2023):
- Graden-Piber (702,63 ha)[4]
- Gradenberg-Piber (1.566,73 ha)[4]

## Geschichte
Graden entstand im späten Frühmittelalter als kleine Kirchensiedlung mit umliegenden Einzelhöfen und Einödfluren als sich wahrscheinlich zuerst Untertanen und Dienstleute der Eppensteiner in der Gegend niederließen. Die erste urkundliche Erwähnung erfolgte im Jahr 1202 als fluvius Graden und rivus Graden, also als Fluss bzw. Bach Graden. Um 1220 erfolgte eine weitere Erwähnung als in der Graden.
Laut dem Saalbuch 1220 besaß das Stift St. Lambrecht elf Huben und eine Viertelhube in Graden. Im Jahr 1224 wurde ein Wulfing Romord von Graden genannt. Im Babenberger Urbar aus der Zeit zwischen 1220 und 1230 werden acht Untertanen in Graden genannt. Der landesfürstliche Urbar aus der Zeit zwischen 1280 und 1296 nennt zwölf Untertanen, von denen einige noch slawische Wurzeln hatten. Das Geschlecht der Hanauer hatte zumindest im Jahr 1309 Güter in der Gegend um Graden. Die Gradner Zechpröpste erstanden 1482 für die Kirche mehrere Neugereute im Pfarrgebiet. Bis 1485 oder später gab es ein landesfürstliches Amt Graden, das zu jener Zeit dem Verweser Christof Mösel unterstand. Das Lambrechter Amt in Graden wurde 1543 an Georg Sigmund von Herberstein verpfändet, ehe es 1571 vom Stift rückgelöst wurde. Um 1750 wurde das Amt schließlich aufgeteilt und es gab 51 Untergebene, die der Herrschaft Piber unterstanden. Um 1750 hatte die Herrschaft Kainach zwei Untertanen im Ort, welche sie 1478 vermutlich aus dem Besitz der Grafen von Montfort erhalten hatten. Auch die Herrschaft Lankowitz wies ein eigenes Amt Graden aus. Die Einwohner von Graden gehörten bis 1848 zu verschiedenen Grundherrschaften, so etwa im Mittelalter zum landesfürstlichen Besitz im Amt Voitsberg sowie im 16. Jahrhundert und zumindest belegt für das Jahr 1542 zum Amt Graden der Herrschaft Kapfenstein. Weitere Untertanen gehörten zu den Herrschaften Greißenegg, Kainach, Reiteregg sowie dem Amt Graden der Herrschaft Obervoitsberg. Die Kirchengült ging an die beiden Pfarren Graden und Köflach und eine weitere Gült war an das Voitsberger Karmeliterkloster zu zahlen. Der Zehent, bestehend aus Getreide, Hirse, Käse, Lämmer und Wein, war zumindest um 1540 die Herrschaft Piber zu entrichten. Graden gehörte zum Werbbezirk der Herrschaft Piber.
Im Jahr 1850 wurde mit der Konstituierung der freien Gemeinden die eigenständige Gemeinde Graden-Piber gegründet. Am 9. Mai 1914 fand die erste Erprobung einer elektrischen Lichtanlage beim Haus des Franz Meßner statt. Den Strom lieferte ein am Gradnerbach erbautes Elektrizitätswerk. Anfang September des Jahres 1918 wurde aufgrund eines Ausbruches der Maul- und Klauenseuche in Graden eine Zweigniederlassung der Bundesgendarmerie eingerichtet, welche jedoch nur bis zum 12. Oktober desselben Jahres bestand. In den Jahren 1918 und 1919 befiel die Spanische Grippe den Ort und forderte insgesamt 24 Todesopfer. Am 20. Oktober 1935 wurde das Elektrizitätswerk des Kaufmannes Schmiedt feierlich eröffnet, durch welches der gesamte Ort mit Strom versorgt werden konnte. Im Jahr 1940 wurde die Freiwillige Feuerwehr Graden gegründet. Im Zweiten Weltkrieg flüchteten ab dem Beginn des Jahres 1944 zahlreiche Menschen vor den Bombardierungen aus Graz nach Graden. Im Februar 1945 begann man bei der Wehr der Sattelbauern-Mühle mit der Errichtung von Panzersperren aus Stein und Holz. Im April und Mai desselben Jahres flohen viele Menschen, darunter auch zahlreiche Angehörige der Wehrmacht aus der Oststeiermark, nach Graden. Am Tag von Christi Himmelfahrt 1945 traf ein einzelner russischer Soldat in Graden ein und es war nicht klar, ob die Russen oder die Engländer Graden besetzen würden. Als am 17. Mai schließlich eine russische Patrouille eintraf, verhandelte ein englischer Offizier mit ihnen, woraufhin sie wieder abzogen. Bereits am nächsten Tag errichteten die englischen Besatzungstruppen einen Posten im Pfarrhof von Graden und beim Eckwirt und dem Bauernhof Schober im Licht lagen starke Abteilungen der Russen. Die Demarkationslinie verlief damals in Graden entlang der Einzellagen Wascher-Eckwirt-Schober im Licht-Hochbauer-Schmidlbauer-Katzbachgraben und dann weiter über die Berge nach Judenburg.
Am 17. September 1950 weihte die Gemeinde ein neu gebautes Rüsthaus der Freiwilligen Feuerwehr ein. Ab dem Jahr 1953 erfolgte die Stromversorgung von Graden vom Elektrizitätswerk in Köflach aus, da die Kapazitäten des Werkes Schmidt nicht mehr zur Versorgung der gesamten Ortschaft ausreichten. Im Jahr 1962 wurde das örtliche Abwassersystem fertiggestellt und der gesamte Ortsbereich war asphaltiert. Ab 1974 wurde die Verbindungsstraße nach Krenhof ausgebaut. Am 12. Juli 1976 wurde das neue Gemeindeamt fertiggestellt und das Gemeindewappen wurde offiziell verliehen. Am 28. September wurde das neu errichtete Rüsthaus eingeweiht. In den Jahren 1999 und 2000 wurde der Ortsplatz neu gestaltet. Ab dem Jahr 2000 begann man mit der Errichtung einer eigenen Dorfkläranlage. Am 1. Januar 2015 wurde Graden im Rahmen der Gemeindestrukturreform mit der Stadtgemeinde Köflach zur neugeschaffenen Gemeinde Köflach zusammengeschlossen.

## Kultur und Sehenswürdigkeiten

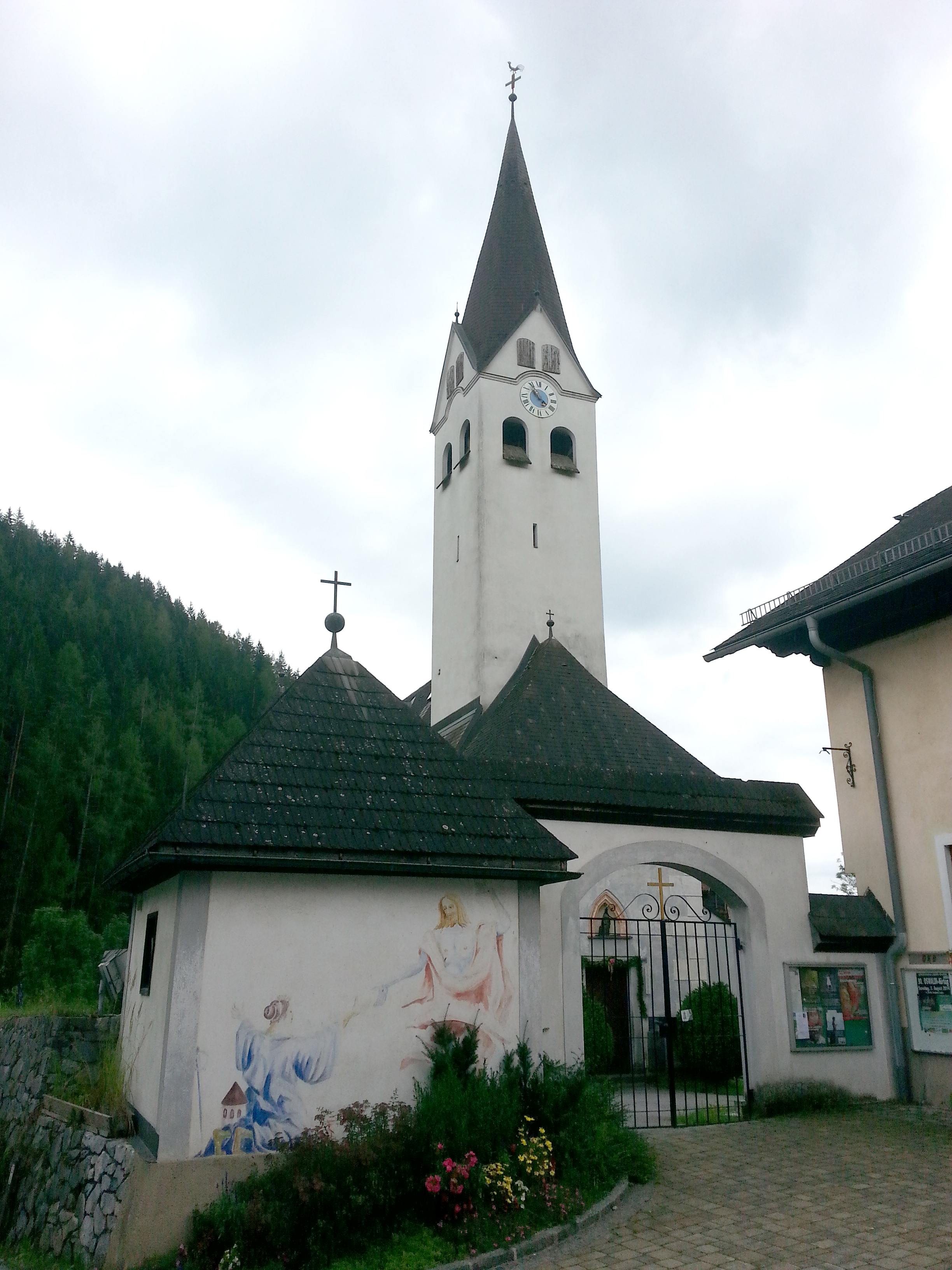
Die Pfarrkirche Graden

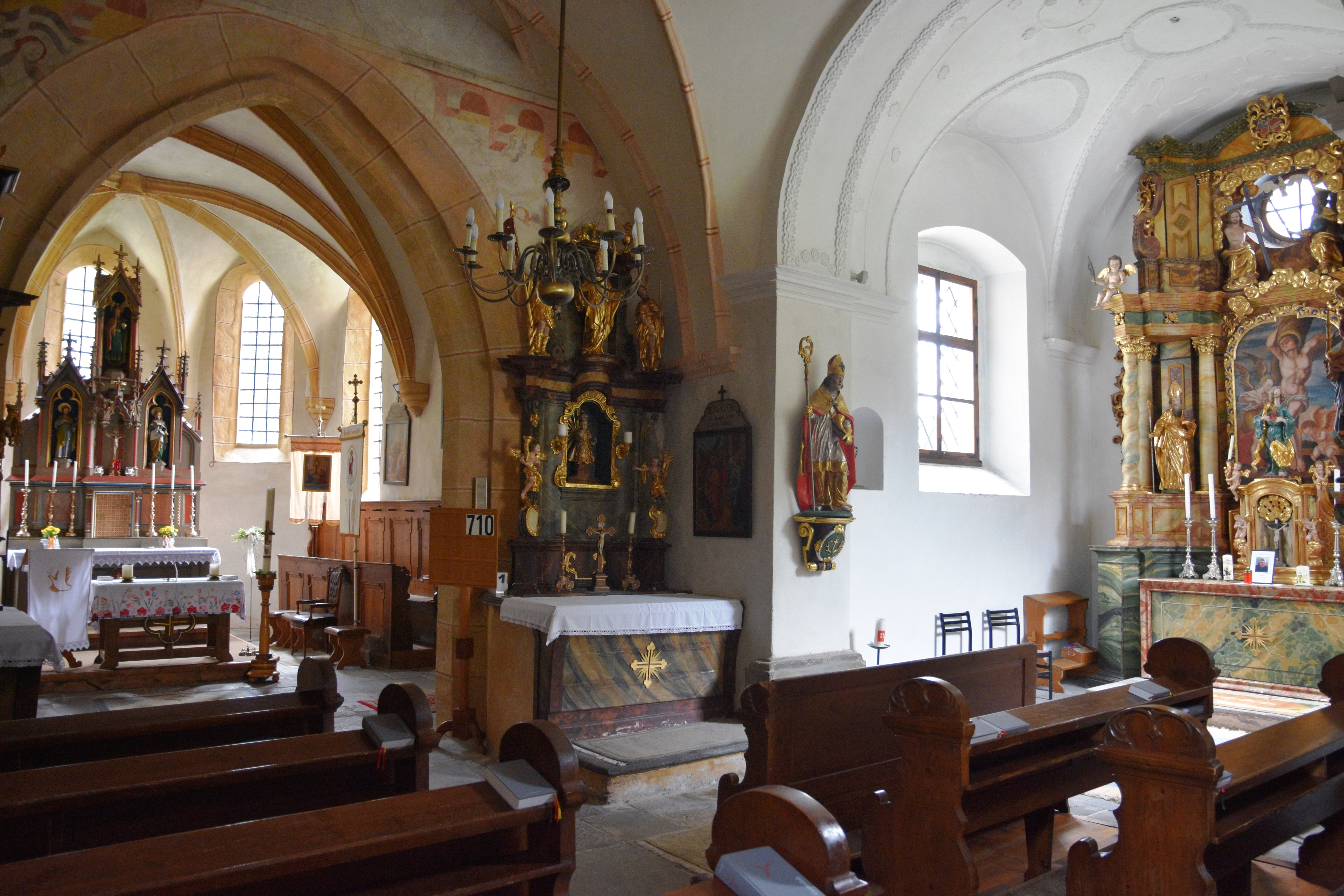
Innenansicht der Kirche

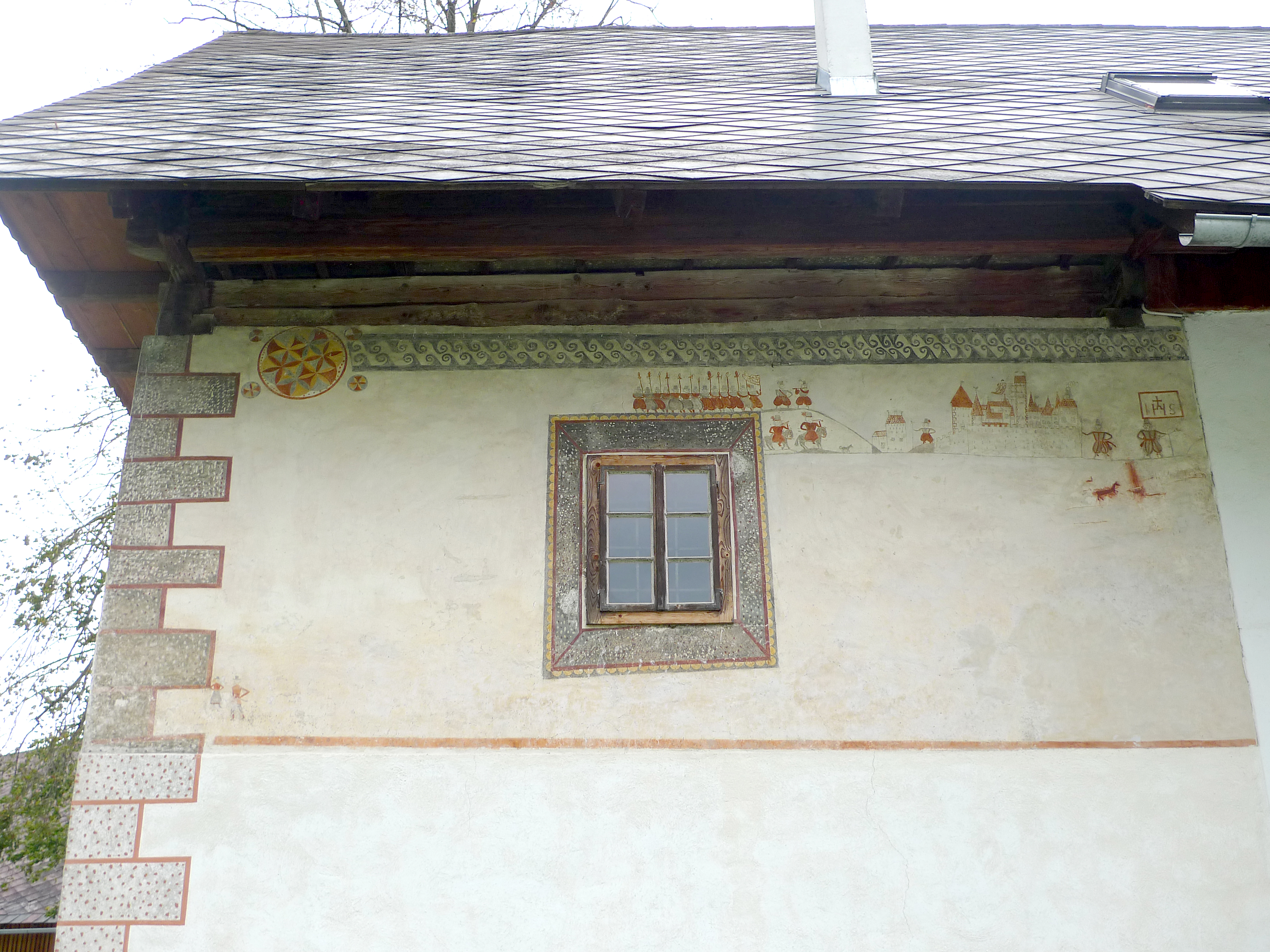
Fresken am Bauernhof vulgo Lenhard

In Graden gibt es insgesamt fünf denkmalgeschützte Bauwerke. Die 1445 erstmals erwähnte, dem heiligen Oswald geweihte, Pfarrkirche Graden wird von einem Friedhof und einer Kirchhofmauer umgeben. Sie soll auf eine Kapelle zurückgehen, deren Reste sich im Chor der Kirche erhalten haben sollen, wofür ein im Mauerwerk aufgefundenes zugemauertes Fenster aus der Zeit vor 1400 spricht. Der neugotische Hauptaltar stammt von Jakob Gschiel. Im Friedhof befindet sich eine Kriegergedächtniskapelle aus dem Jahr 1952 mit von Franz Weiss 1983 gemalten und von Franz Dampfhofer 2006 renovierten Fresken. Die Platzwirt-Kapelle, auch Platzwirtkreuz genannt, ist ein am 5. August 1885 als Evangelistenkreuz eingeweihter Pfeilerbildstock. Er befand sich ursprünglich zwischen dem Gasthaus Leitner und dem Kaufhaus Schmidt und wurde wegen eines Zubaues zum Pfarrhof auf seinen heutigen Standort versetzt. Die Rückwand der Nische wurde vom Maler Hužar mit einer in Blau, Gold und Schwarz gestalteten Pietà verziert. Das Wohnhaus des Bauernhofes vulgo Lenhart oder Lenhard, auch als Gradner Ritterhaus bezeichnet, ist ein Bauernhaus mit Kreuzrippengewölbe, dessen Fresken auf das Jahr 1619 datieren. An der Außenwand des Hauses findet man das Renovierungsdatum 1816. Die Fresken bilden eine Fensterumrahmung und angedeutete Eckquader sowie eine Darstellung einer Stadt mit kaiserlichen Soldaten und Türken, wobei es sich um eine Belagerung von Voitsberg handeln könnte.
Neben der Kirche und der Platzwirt-Kapelle gibt es noch weitere sakrale Bauwerke im Gebiet der ehemaligen Gemeinde Graden. An der Veitbauerkapelle wurden bei Renovierungsarbeiten in den Jahren 1982/83 am Giebel Abbildungen der Heiligen Aloisius, Florian, Leonhard sowie einer Schutzmantelmadonna, vermutlich jener von Maria Lankowitz, freigelegt. Die der Maria von Lourdes geweihte Lenzbauerkapelle beim Bauernhof Lenzbauer wurde 1902 errichtet und die zum Bauernhof Hubenschuster gehörige Guneggkapelle wurde 1954 nach Renovierungsarbeiten neu eingeweiht. Das Guneggkreuz wurde zu Pfingsten des Jahres 1857 eingeweiht und das Brandstätterkreuz stammt aus dem Jahr 1891. Das 1852 geweihte Hirtlkreuz, ein Tabernakelbildstock mit einem Bild des Herz Jesu dient als Sammelpunkt für die Wallfahrer am Georgi-Tag (23. April) nach Kainach. Der beim Bauernhof Koch im Stein gelegene Koch-im-Stein-Bildstock wurde im 17. Jahrhundert errichtet und dient seither als Bettstelle für den Wettersegen und als Station der aus Rachau nach Graden kommenden Wallfahrer. Er wurde 1985 renoviert und von Franz Weiss neu gestaltet. Das Leonhard- oder Lenhardkreuz beim Bauernhof Leonhard stammt ebenfalls aus dem 17. Jahrhundert und ist ein Evangelistenkreuz mit einer aus einer Judenburger Werkstatt stammenden Holzfigur des Thomas Becket, oder vielleicht auch des Petrus Matyr in seiner Nische. Das Kohlgruberkreuz, ein Laubenbildstock wurde 1950 von Lorenz und Elisabeth Lenz als Gedenkmal für den gefallenen Josef Lenz errichtet und trägt in der Nische eine Figur des Josef von Nazaret aus Gips. Das Hieblerkreuz wurde am 25. Juli 1955 als Wetterkreuz eingeweiht. Der unterhalb des Weßkogels gelegene Oswaldibildstock wurde 1937 erneuert, nachdem er durch einen Felsbrocken zerstört worden war und befindet sich seit dem Straßenausbau in den 1970er-Jahren an der Stützmauer der südlichen Ortseinfahrt. Er beherbergte ursprünglich eine Statue des heiligen Oswald, welche jedoch am 16. oder 17. August 1968 gestohlen wurde und durch ein Glasmosaik mit einer Darstellung des Heiligen ersetzt wurde. Als Gedenkmal an einen bei einem Stadelbrand umgekommenen Knecht wurde 1900 das Rainschneiderkeuz errichtet. Sein Giebelfeld zeigt die heilige Dreifaltigkeit sowie ein brennendes Haus, während man in seiner Nische ein Kruzifix aus Holz sowie Öldruchbildnisse von Jesus und Maria findet.
Im Schmiedbauern-Wald steht ein am 22. September 1963 geweihter Gedenkstein, welcher an den hier verunglückten Johann Wipfler, vulgo Pichlersohn, erinnert. Auch auf der Terenbachalpe erinnert ein Gedenkstein an den hier am 28. Oktober 1936 auf der Jagd erschossenen Jakob Edler. Beim etwa 1 Kilometer westlich des Eckwirtes, an einem alten Almweg gelegenen Gehöft Gratzer könnte sich ursprünglich ein Wehrbau befunden haben.

## Wirtschaft und Infrastruktur
Graden ist land- und forstwirtschaftlich geprägt, wobei vor allem die Viehzucht, aber auch die Almwirtschaft im Bereich der Terenbachalpe eine wichtige Rolle spielen. Ab 1948 wanderten Teile der Bevölkerung ab und wurden im Bergbau und der Industrie tätig. Seit 1965 baut das Unternehmen Hans Brusa KG im Katzbachgraben weißen und blauen Marmor ab. Früher gab es mit dem Gradner Görz ein eigenes Hohlmaß für den Handel, mit einem Volumen von 28,5 Litern.
Zur Versorgung der Ortschaft mit Wasser wurde bereits im Jahr 1955 durch eine Interessensgemeinschaft die erste Wasserleitung in Graden errichtet. Im Jahr 1966 folgte die Errichtung einer Eigendruckwasserleitung, welche von der Quelle unterhalb der Kochkeusche gespeist wurde.

## Politik

### Gemeinderat
Der Gemeinderat bestand bis Ende 2014 aus neun Mitgliedern und setzte sich seit der Gemeinderatswahl 2010 aus Mandataren der folgenden Parteien zusammen:
- 5 SPÖ
- 4 ÖVP

- Bei den Gemeinderatswahlen in der Steiermark 2005 hatte der Gemeinderat folgende Verteilung: 6 SPÖ, und 3 ÖVP.

### Ehemalige Gemeindevorsteher und Bürgermeister
- 1857–1860 Johann Winterleitner[5]
- 1861, 1862 Vinzenz Schlatzer[5]
- spätestens 1868–1874 Michael Scherz[5]
- 1874–1882 Thomas Schober[5]
- 1883–1885 Franz Tipler[5]
- 1886–1891 Thomas Schober[5]
- 1892–1902 Thomas Weß[5]
- 1902–1906 Franz Eisner[5]
- 1906–1911 Thomas Weß[5]
- 1912–1918 Franz Messner[5]
- 1918–1919 Thomas Weß[5]
- 1919–1932 Karl Friedl[5]
- 1932–1937 Andreas Steirer[5]
- 1938 Franz Meßner[5]
- 1938–1939 Ferdinand Eisner[5]
- 1939 N. Guggi, Amtswalter[5]
- 1939–1945 Johann Guggi[5]
- 1945–1950 Andreas Steirer[5]
- 1951–1953 Karl Friedl[5]
- 1953–1970 Lorenz Ofner[5]
- 1970–1983 Rochus Ortner[5]
- 1983–1985 Johann Schlatzer[5]
- 1985–2003 Franz Puffing[5] (SPÖ)
- 2003–2010 Berdt Jandl[5] (SPÖ)
- 2010–2012 Franz Puffing (SPÖ)[13]
- 2013–2014 Stefan Pischler (SPÖ)[14]

### Wappen
Die Verleihung des von Reiner Puschnig entworfenen Gemeindewappens erfolgte am 12. Juli 1976 mit Wirkung vom 1. Oktober 1976. Die Blasonierung (Wappenbeschreibung) lautet wie folgt: „In einem von Gold zu Rot gespaltenen Schild vorn ein schwarzer Schräglinksbalken, hinten goldene Fischgräten“
Die Darstellung des Wappens stammt von einem Wappen, welches an einem von der Ritterfamilie der Gradner gestifteten Flügelaltar in der Pfarrkirche Kainach bei Voitsberg angebracht ist. Die Fischgräten verweisen auf die Gräten im Stammwappen der Gradner.

## Persönlichkeiten
- Karl Lukesch (1917–1991), Missionar und Südamerika-Forscher